# Bartolomeo Gennari

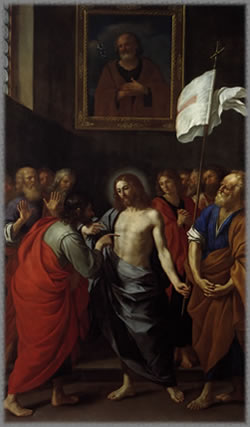
Incredulità di Tommaso, ca 1644

Bartolomeo Gennari (Cento, 10 luglio 1594 – Bologna, 29 gennaio 1661) è stato un pittore italiano.

## Biografia
Figlio del pittore Benedetto senior, è registrato l'atto di battesimo nella collegiata di san Biagio a Cento: «Io Ercole Dondini Arciprete etc. ho battizato Bertolomio filiolo di M. Benedetto Genari et la Consorte Mad. Julia Buovi, et fu tenuto da M. Agustino di Faci et la Comar Mad. Jacoma Burgnona li 10 de Julio 1594».

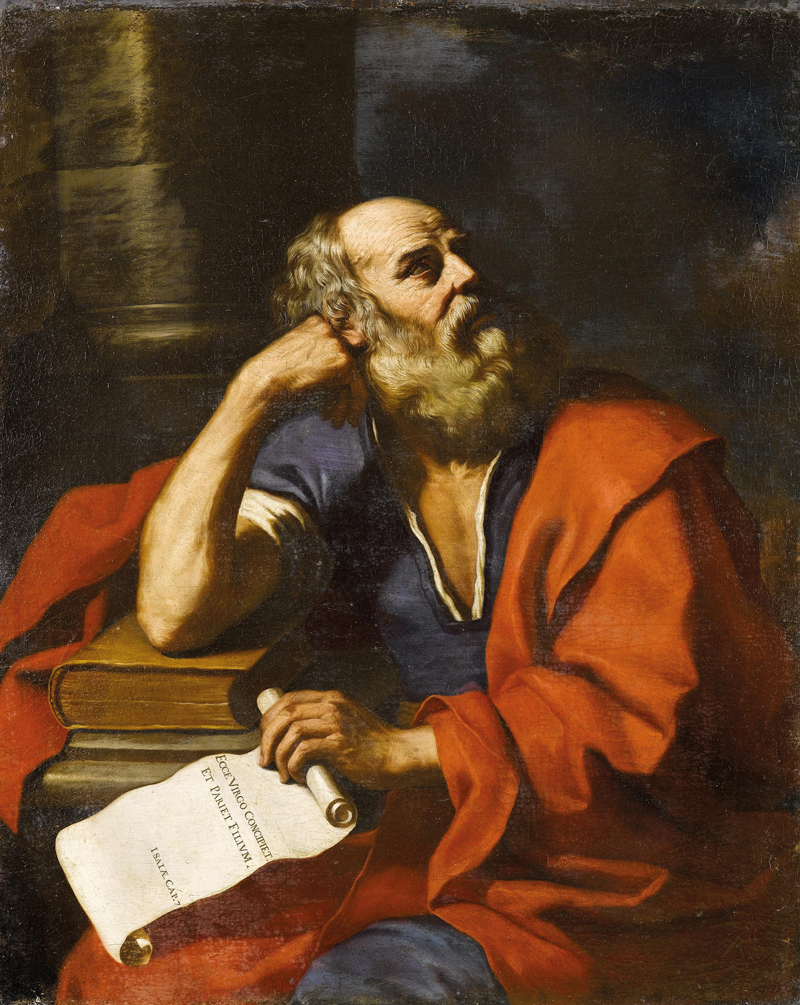
Il Profeta Isaia (Collezione M – collezione privata)

Insieme con il fratello minore Ercole (1597-1658) fu per tutta la vita collaboratore del Guercino, di cui copiò diverse opere. Fra le sue opere autonome si ricorda un San Tommaso, già nella chiesa del SS Rosario di Cento e ora nella Pinacoteca del comune, «opera ben ideata, ben disposta e pinta con certa morbidezza d'impasro e forza di colore», nello stile dell'ultima maniera del Guercino. Gli è anche attribuita una Madonna con Bambino e San Felice da Cantalice, conservata nella Pinacoteca comunale di Cesena. Il dipinto San Giovanni Evangelista predica ai discepoli si trova, invece, a Forlì, nella Chiesa di San Filippo Neri.
Fu sepolto nella chiesa bolognese di San Nicolò degli Albari.
Fra gli allievi si può ricordare il pittore forlivese Giuseppe Maria Galleppini.